# جوانا دارك من منغوليا
جوانا دارك من منغوليا هو فيلم من نوع دراما وكوميديا أُصدر في 1989. الفيلم من إخراج وسيناريو Ulrike Ottinger ‏.

## القصة
تقع أحداث الفيلم في منغوليا

## طاقم التمثيل
- اخر نابو  [لغات أخرى]‏
- Gillian Scalici  [لغات أخرى]‏
- مارك ريدر
- Badema [الإنجليزية]‏
- دلفين سيرينج
- Shurenhuar  [لغات أخرى]‏
- اينيس ساستري
- ايرم هيرمان
- بيتر كيرن
- كريستوف ايكهورن

## وصلات خارجية
- جوانا دارك من منغوليا على موقع IMDb (الإنجليزية)
- جوانا دارك من منغوليا على موقع ألو سيني (الفرنسية)
- جوانا دارك من منغوليا على موقع Turner Classic Movies (الإنجليزية)
- جوانا دارك من منغوليا على موقع أول موفي (الإنجليزية)
- جوانا دارك من منغوليا على موقع فيلمافينيتي (الإسبانية)
- جوانا دارك من منغوليا على موقع قاعدة بيانات الفيلم (الإنجليزية)
- جوانا دارك من منغوليا على موقع ليتربوكسد (الإنجليزية)
- جوانا دارك من منغوليا على موقع كينوبويسك (الروسية)